# 藤原造船所
株式会社藤原造船所（ふじわらぞうせんじょ）は、愛媛県今治市の造船会社。

## 概要
大正時代に木造船の建造・修理を行う藤原造船所として創立された。太平洋戦争における企業合同により有限会社大三島造船所となった後、戦後も存続したが、鋼船の普及により木造船の建造が減少、1955年に法人を解散した。1960年に個人経営で再開、鋼船建造へ進出、1970年に林兼造船の協力工場となり、その後は大型漁船を中心に建造した。1971年に現在の株式会社藤原造船所となり、貨物船、タンカー、作業船、旅客船など各種内航船の建造を開始した。1980年以降は、中・小型フェリーの建造に進出、特に備讃瀬戸では市場を分け合ってきた讃岐造船鉄工所の経営破綻以降は新造フェリーをほぼ独占して受注するなど多数の建造実績がある。

### 沿革
- 1922年12月 - 藤原造船所を設立、木造船の造修を開始
- 1941年 - 戦時下の企業合同により有限会社大三島造船所となる、150総トンまでの木造船を造修
- 1955年 - 鋼船の普及により木造船の建造が減少したため法人を解散
- 1960年 - 個人経営により藤原造船所を再開、鋼船建造へ進出
- 1970年 - 林兼造船横須賀造船所の協力工場となり、主に漁船を建造
- 1971年3月 - 現法人の株式会社藤原造船所を設立、700総トンまでの内航貨物船、タンカー、作業船、旅客船を建造
- 1980年5月 - フェリー第一船となる「びさん」（四国汽船）を建造、以後、中・小型フェリー建造に進出
- 1981年10月 - 建造能力を1,500総トンへ拡大

## 設備
- 本社工場 - 愛媛県今治市大三島町浦戸1538 北緯34度13分22.5秒 東経132度57分30.4秒
  - 第1号修繕船台 - 全長50.0m、幅9.0m、最大500総トン対応
  - 第2号修繕船台 - 全長80.0m、幅20.0m、最大1,500総トン対応
    - 走行式ジブクレーン（力量30トン・20トン）各1基、油圧式門形プレス機（プレス能力200トン）

## 主な建造船
- びさん - 四国汽船発注、1980年5月進水
- 第二十一こくさい丸 - 国際フェリー（現・国際両備フェリー）発注、1981年10月進水
- せと - 四国汽船発注、1982年10月進水
- フェリーいまばり - 昭和海運発注、1983年11月進水
- ひなせ丸 - 瀬戸内観光汽船発注、1984年3月進水
- びざん - 四国汽船発注、1985年3月進水
- フェリーみはら - 昭和海運発注、1985年7月進水
- 天長丸 - 三和商船発注、船舶整備公団共有、1986年3月進水
- わかしお - 小豆島フェリー（現・小豆島豊島フェリー）発注、船舶整備公団共有、1986年7月進水
- 第二十一金風呂丸 - 瀬戸内クルージング発注、1986年9月進水
- いえしま - 伊江村発注、1987年5月進水
- ブルーライン (2代) - 内海フェリー発注、船舶整備公団共有、1987年10月進水
- 港燕 - 青島港務局発注、1988年7月進水
- 第十おおしま - 共和汽船発注、1988年11月進水
- 芸予 - 竹原波方間自動車航送船組合発注、1989年5月進水
- おおしま - 新居浜市発注、1989年7月進水
- あずき丸 - 関西急行フェリー（現・小豆島フェリー）発注、1990年12月進水
- フェリーみしま - 大三島ブルーライン発注、船舶整備公団共有、1991年4月進水
- 第十一おおしま - 共和汽船発注、1991年11月進水

- ぐすく - 伊江村発注、1992年6月進水
- 第二天長丸 - 三和商船発注、船舶整備公団共有、1993年2月進水
- 第八おりいぶ丸 - 関西急行フェリー（現・小豆島フェリー）発注、1994年2月進水
- 第十二おおしま - 共和汽船発注、1995年1月進水
- おりいぶ丸 - 関西急行フェリー（現・小豆島フェリー）発注、1997年7月進水
- あさひ - 四国汽船発注、1998年10月進水
- あいほく - 新喜峰発注、1999年12月進水
- フェリーひなせ - 瀬戸内観光汽船発注、船舶整備公団共有、2000年12月進水
- 第三十二こくさい丸 - 国際フェリー（現・国際両備フェリー）発注、2001年10月進水
- いきな - 生名村発注、2002年3月進水
- はくつる - 水産庁発注、2002年12月進水
- せと - 四国汽船発注、2003年11月進水
- おりんぴあ どりーむ - 両備運輸（現・国際両備フェリー）発注、2005年6月進水
- フェリーてしま - 小豆島フェリー（現・小豆島豊島フェリー）発注、鉄道建設・運輸施設整備支援機構共有、2006年5月進水
- 第一こくさい丸 - 国際フェリー（現・国際両備フェリー）発注、2007年6月進水
- 第三おりいぶ丸 - 四国フェリー発注、2012年3月進水
- 第五おりいぶ丸 - 四国フェリー発注、2014年3月進水
- なおしま - 四国汽船発注、2015年3月進水
- 新なぎさ2 - 三洋汽船発注、2015年12月進水、鉄道・運輸機構共有、2006年5月進水
- しょうどしま丸 - 四国フェリー発注、2017年2月進水
- あさひ - 四国汽船発注、2018年1月進水
- おりんぴあ どりーむせと -国際両備フェリー発注、2019年3月進水
- 第一しょうどしま丸 - 四国フェリー発注、2020年3月進水

- 第十一こくさい丸 - 国際両備フェリー発注、2021年4月進水
- せと - 四国汽船発注、2022年5月進水

## ギャラリー

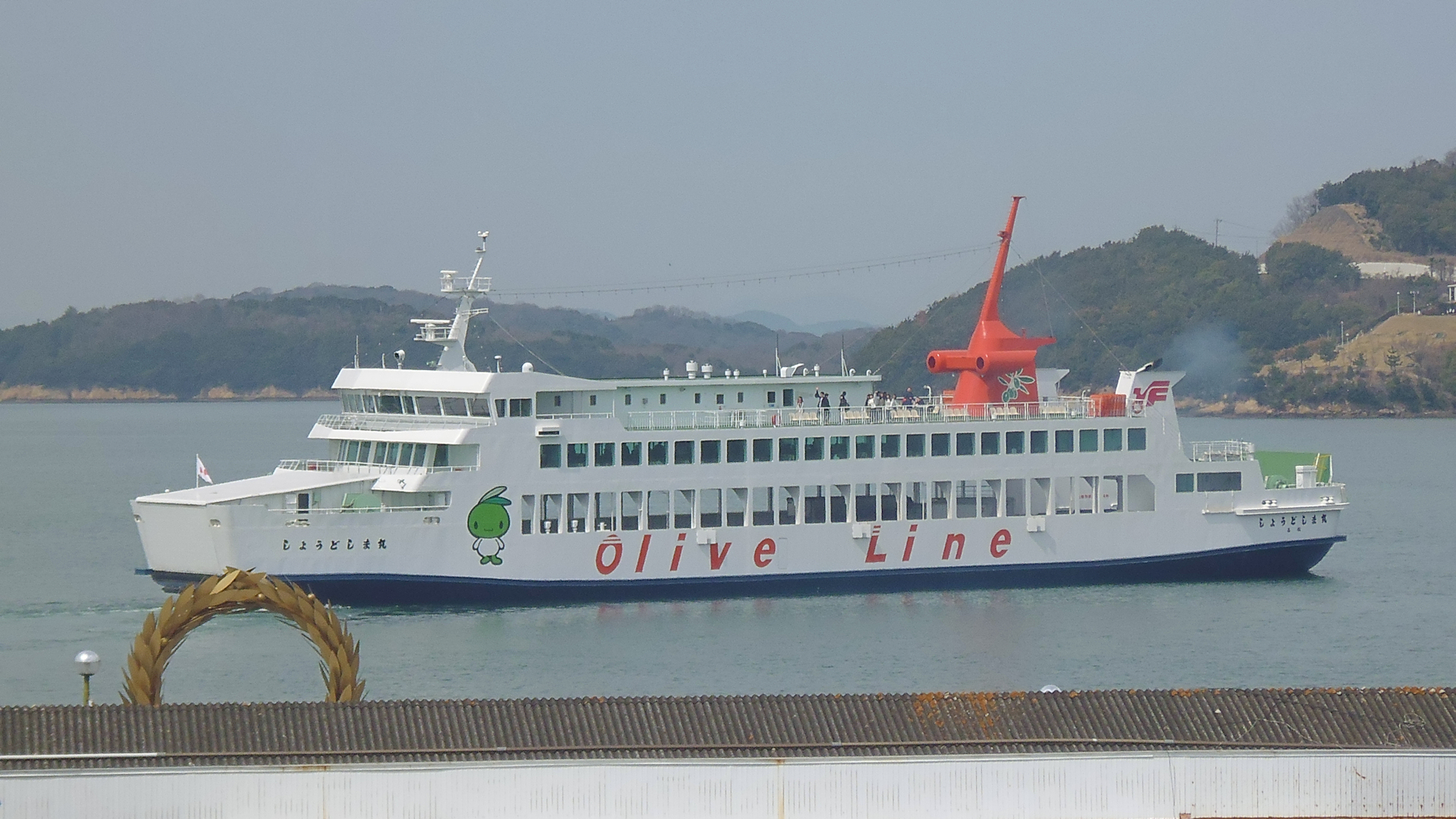
四国フェリー「しょうどしま丸」
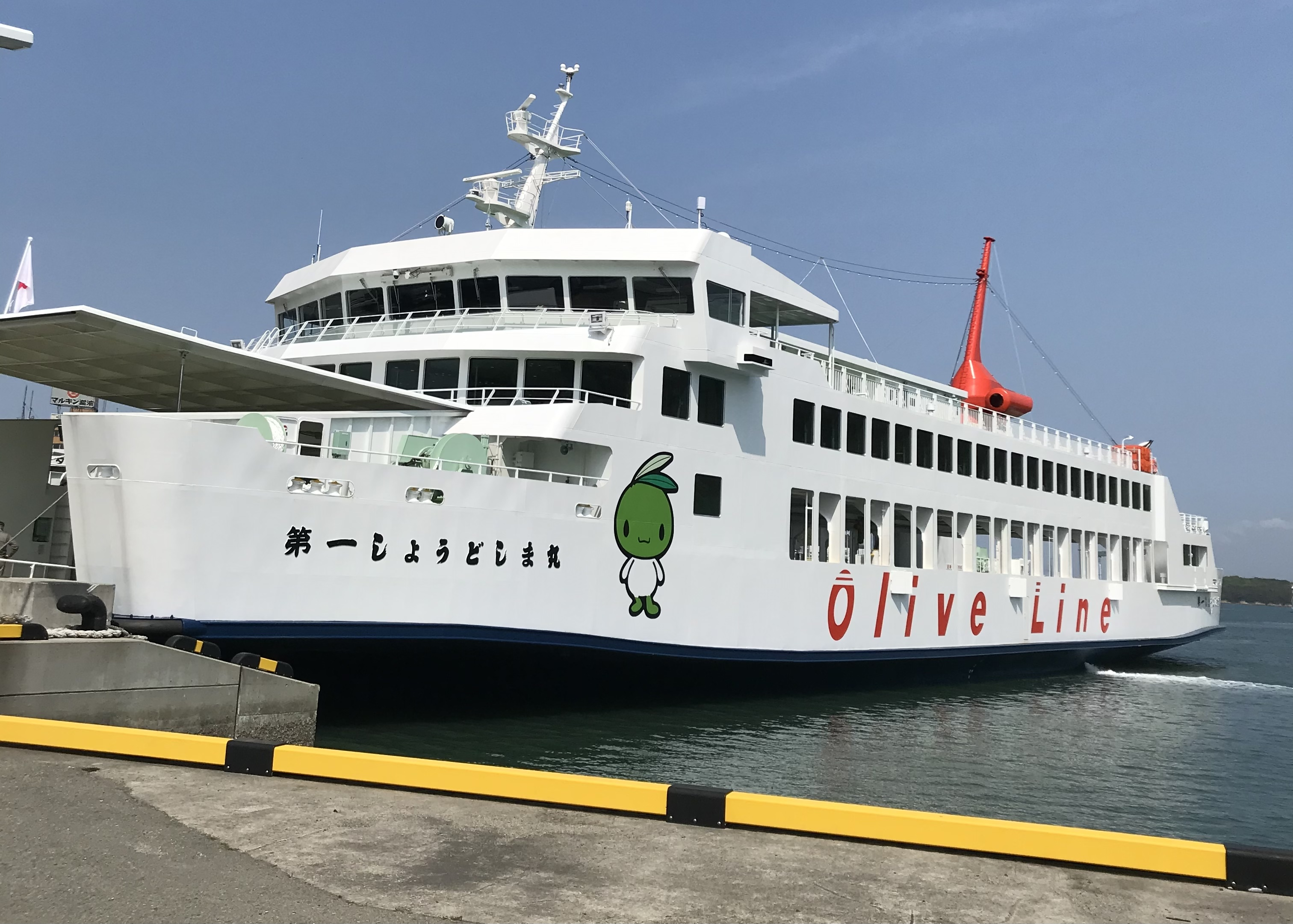
「第一しょうどしま丸」
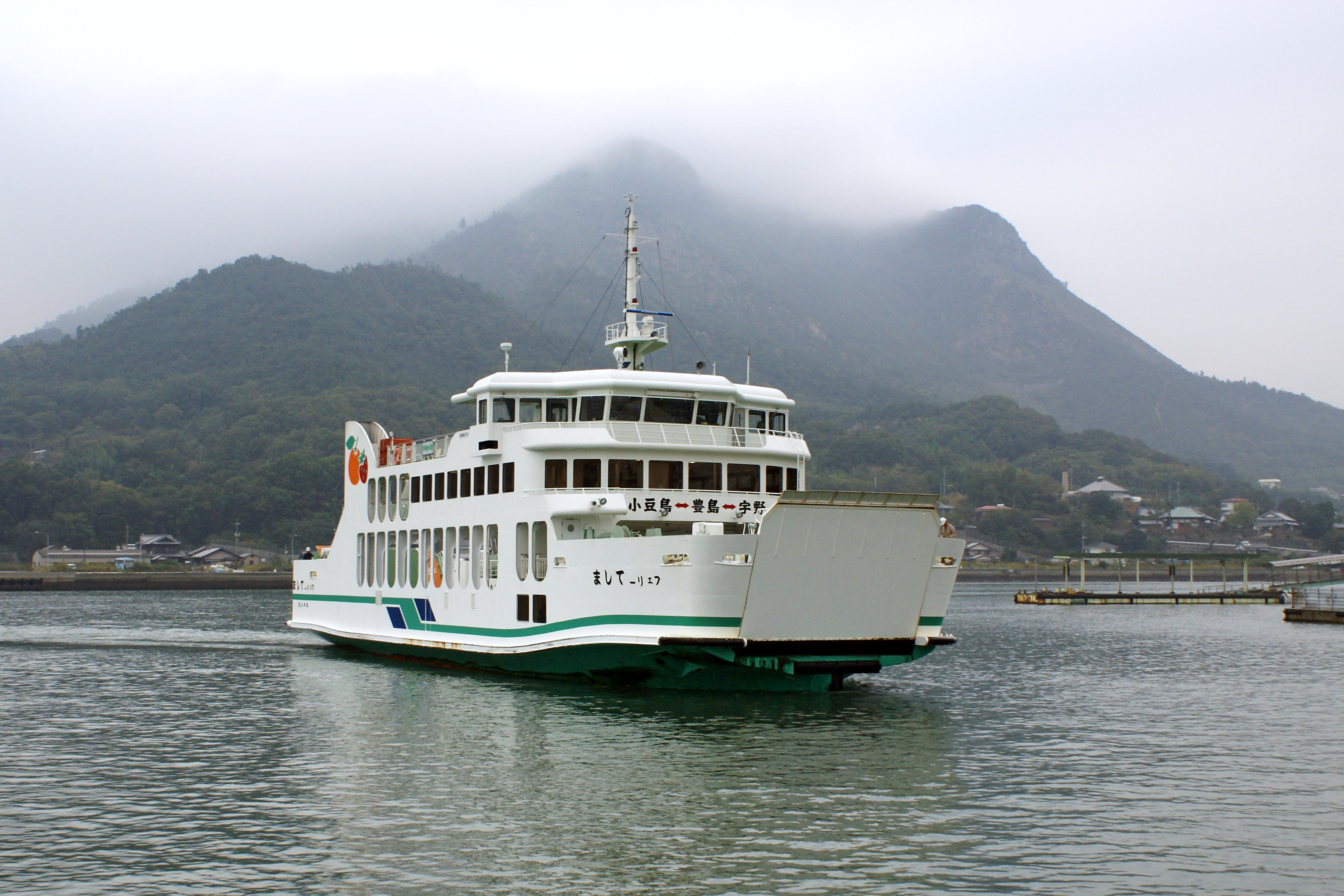
小豆島フェリー「フェリーてしま」
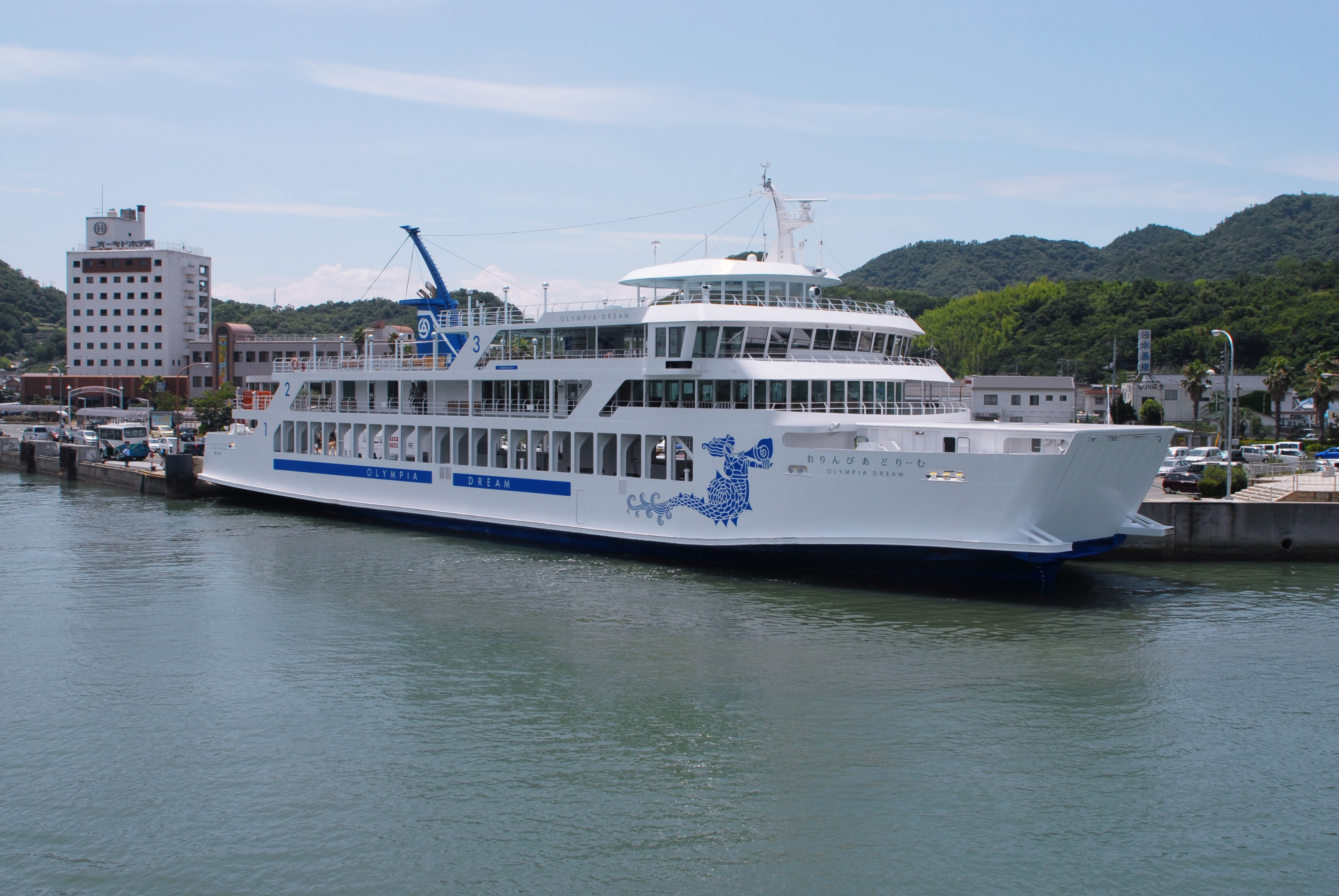
両備フェリー「おりんぴあ どりーむ」
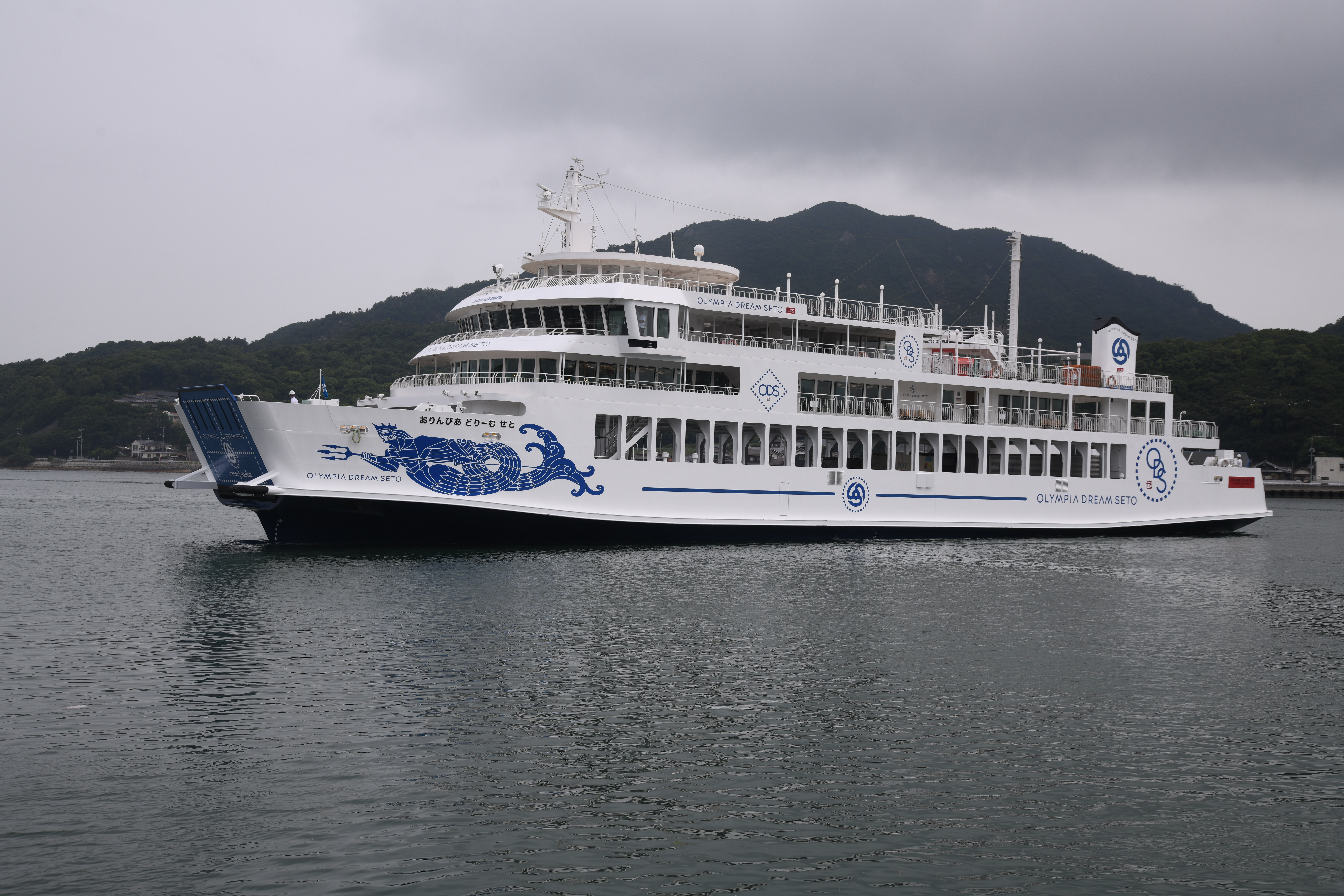
「おりんぴあどりーむ せと」
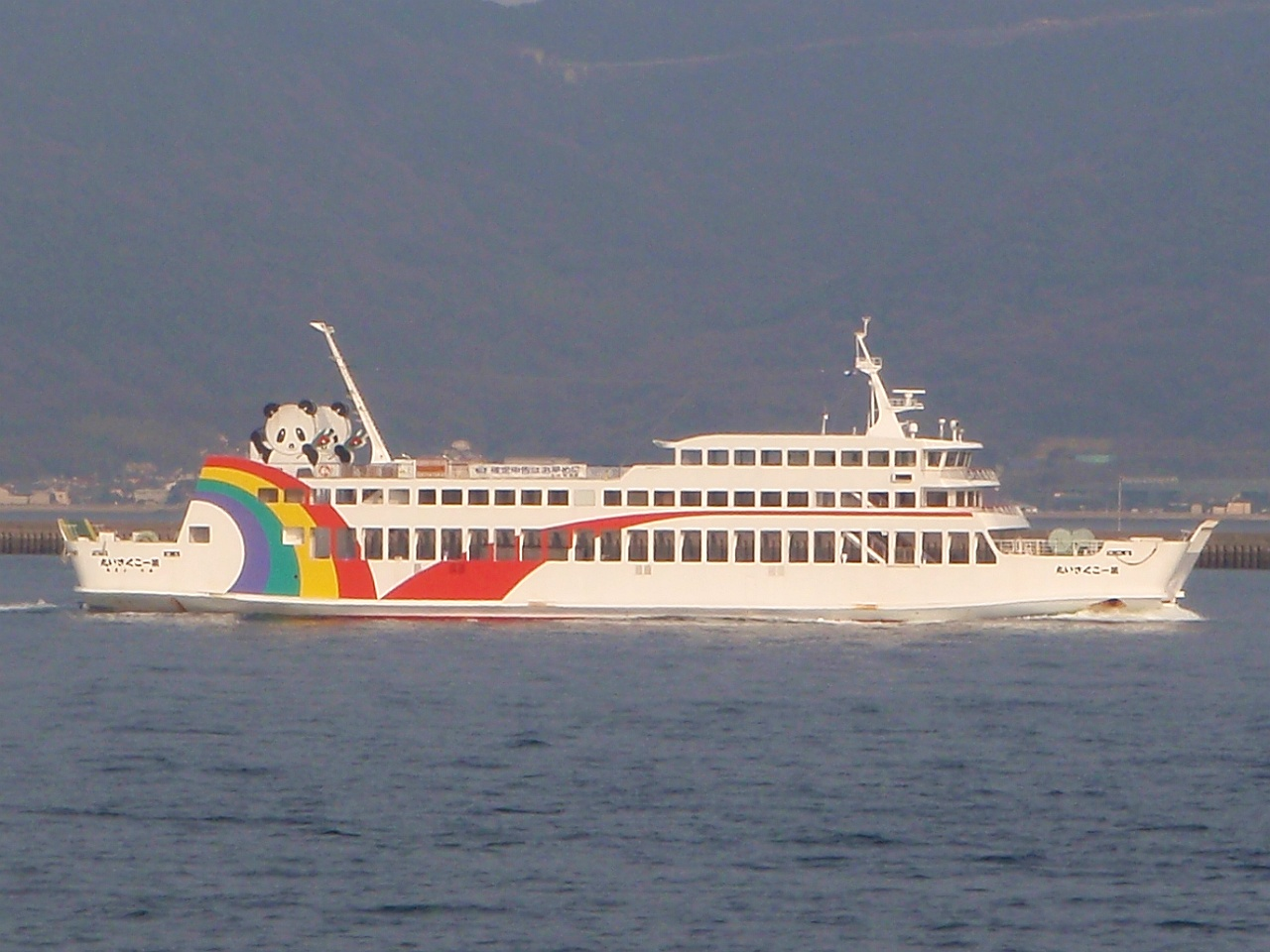
国際フェリー「第一こくさい丸」
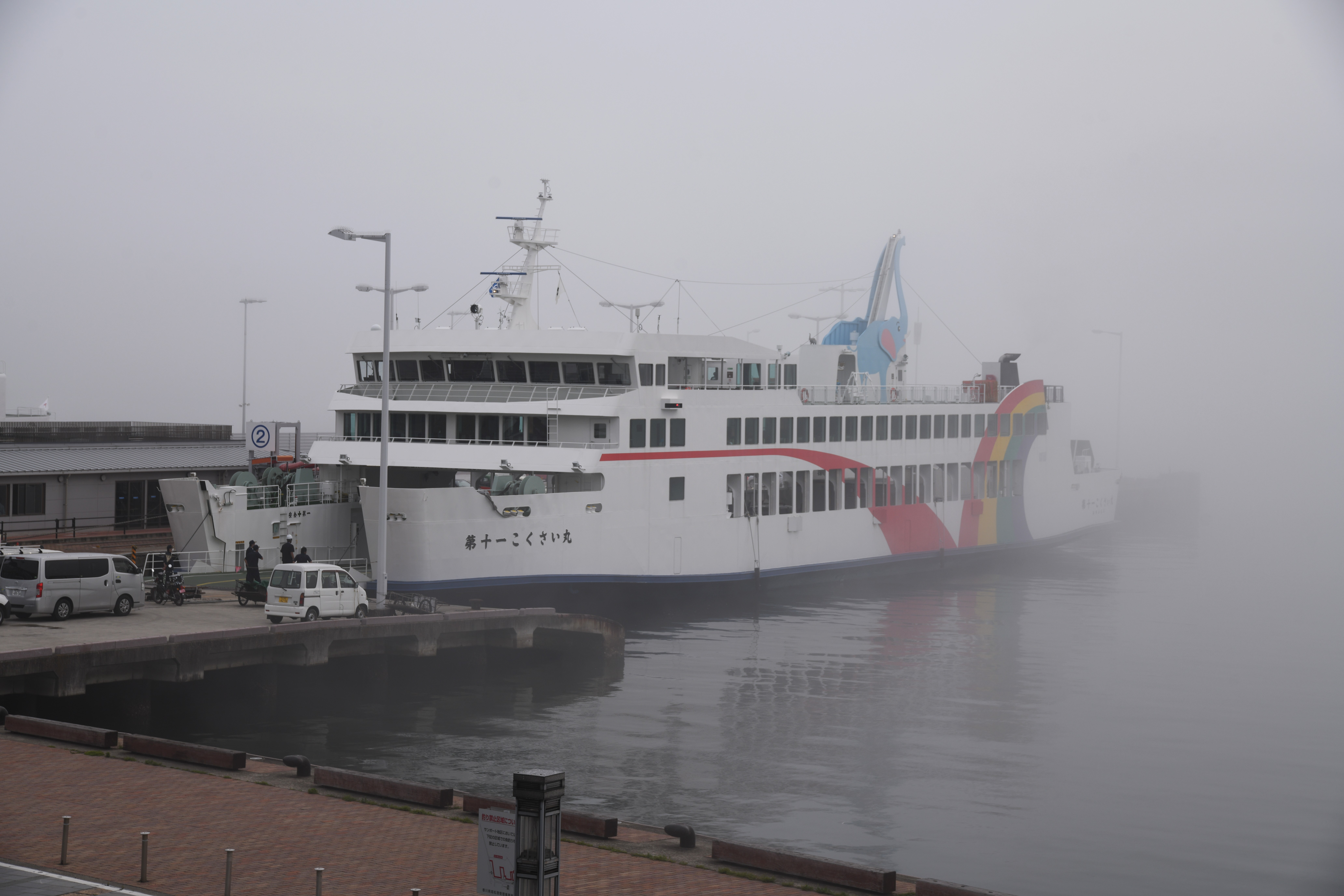
「第十一こくさい丸」
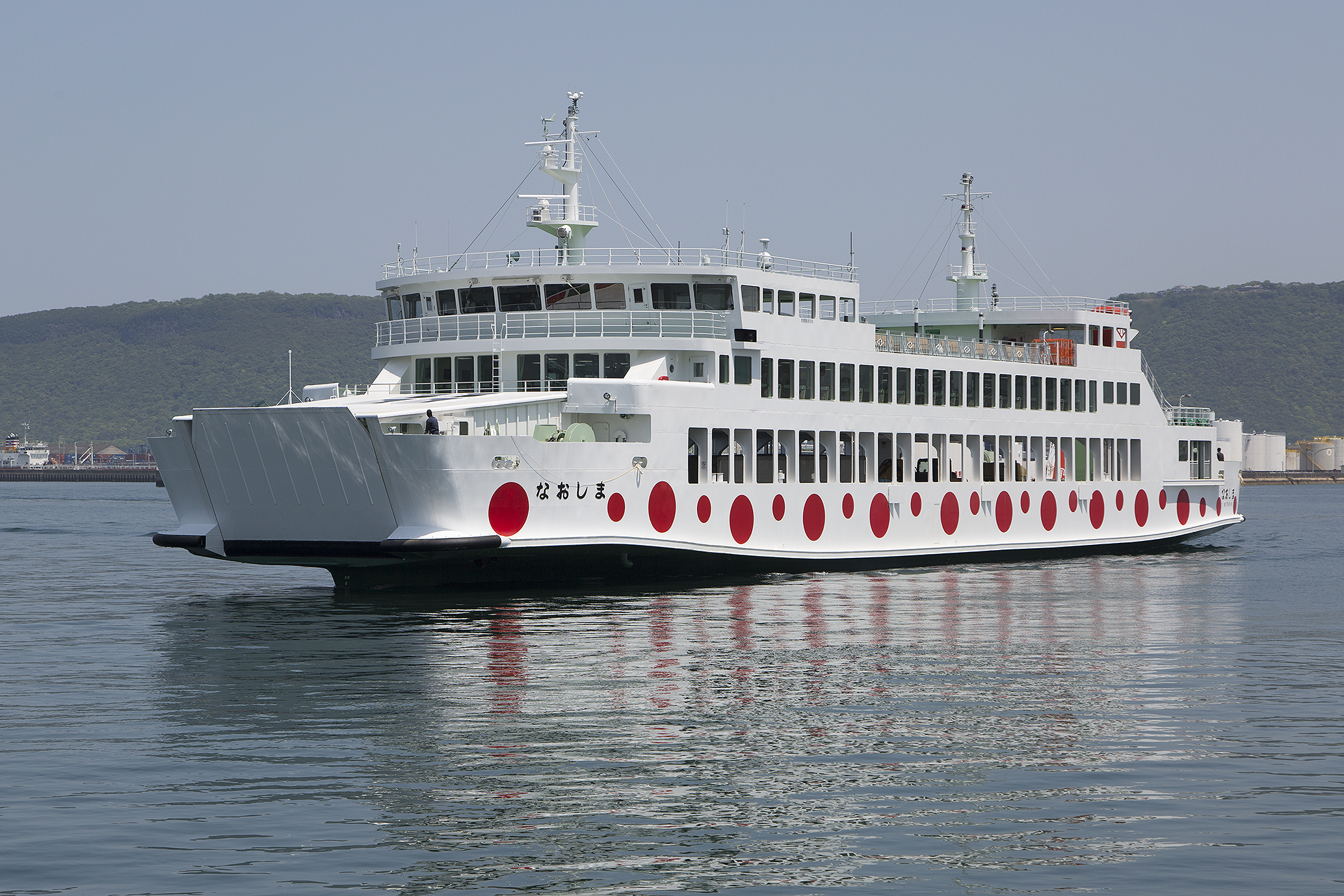
四国汽船「なおしま（３代目）」
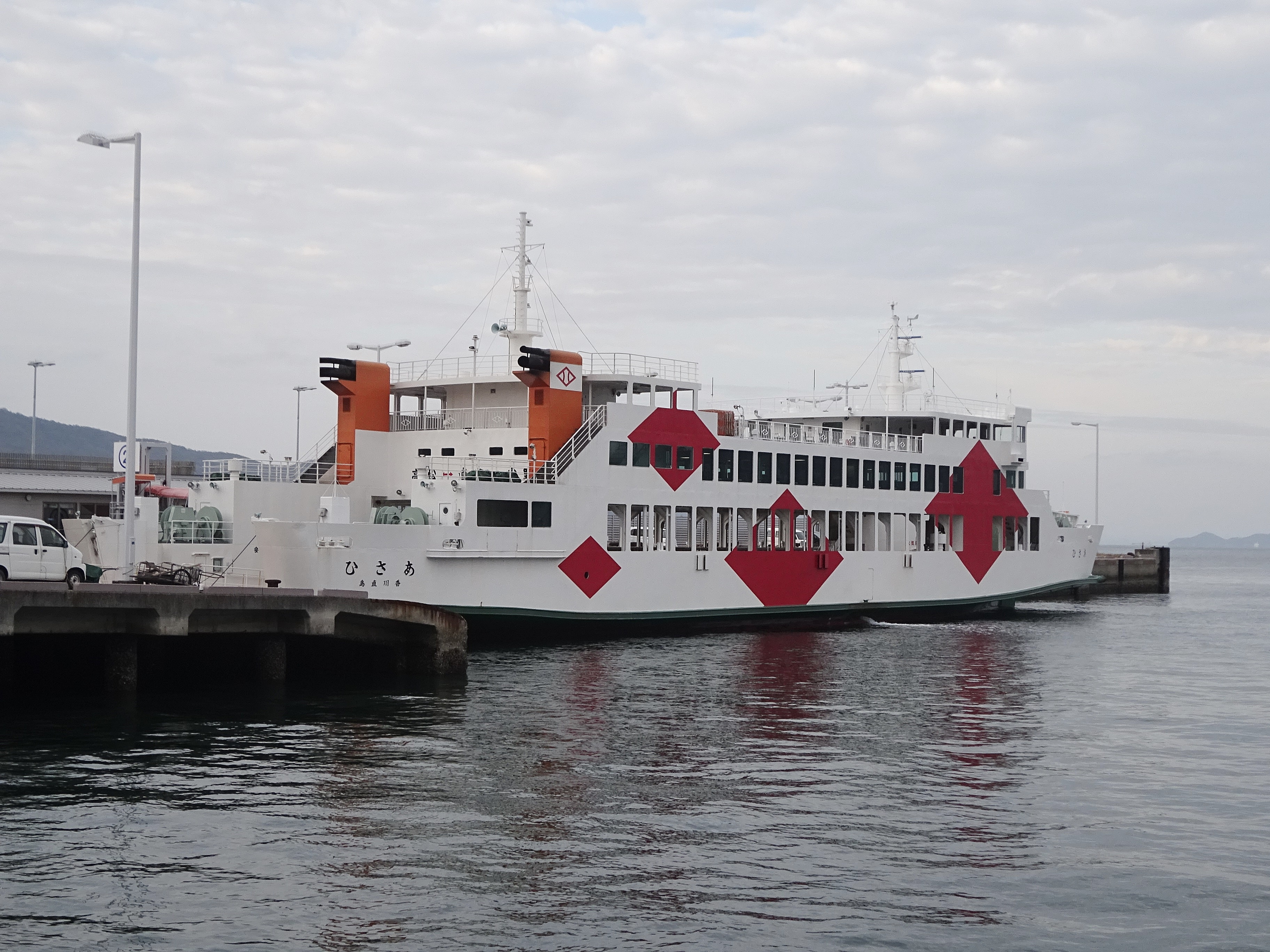
「あさひ（２代目）」